# Bouzel
Bouzel település Franciaországban, Puy-de-Dôme megyében. Lakosainak száma 712 fő (2022. január 1.). Bouzel Beauregard-l’Évêque, Espirat, Moissat, Seychalles, Vassel és Vertaizon községekkel határos.

## Népesség
A település népességének változása:
| Lakosok száma | 717  | 712  | 727  | 727  | 728  | 729  | 730  | 721  | 712  |
|               | 2013 | 2015 | 2016 | 2017 | 2018 | 2019 | 2020 | 2021 | 2022 |